# Virus Legacy
Le virus Legacy est un virus imaginaire de l'Univers Marvel. C'est un virus contagieux qui s'attaquait seulement aux mutants.  

## Origine
Il fut créé par Stryfe, un terroriste mutant venu du futur.
Il le donna à Mister Sinistre. C'est ce dernier qui le lâcha dans la nature, sans le savoir. Le virus Legacy fit plusieurs centaines de morts chez les mutants.

## Souches
3 versions du virus de base se sont développées. La première causait une dégénérescence des cellules, la deuxième provoquait fièvre, maladies de peau et perte de contrôle des pouvoirs. La troisième fut une version mutée des deux premières par les pouvoirs d'Infectia. Cette dernière version pouvait aussi contaminer les humains.

## Victimes connues
- Pyro
- Burka
- Gordon Lefferts
- Infectia
- Magik, la sœur de Colossus
- Le Cerveau
- Revanche

## La fin du mal
Malgré les travaux du docteur McTaggert assistée du Fauve, le virus résistait aux traitements.
Un jour, le Fauve réussit à trouver le bon traitement, mais ce dernier nécessitait qu'une personne meure pour l'activer. La nuit, Colossus s'injecta le vaccin dans le cœur et changea de forme, relâchant dans l'air le vaccin qui guérit alors tous les malades.